# Corporação Nacional de Petróleo da China
A Corporação Nacional de Petróleo da China (em inglês: China National Petroleum Corporation, CNPC) é uma empresa petrolífera estatal da China, fundada em 1988, resultante do processo de reforma do setor petrolífero chinês e do fim do controle direto pelo Ministério do Petróleo que se iniciou com a criação de outras duas empresas em 1982. Neste processo de reformas dos anos 1980, foram criadas ato todo três companhias petrolíferas: a CNOOC, a Sinopec e a própria CNPC.
Inicialmente a CNPC assumiu toda a produção petrolífera na China Continental, ou onshore, e parte da produção e refino de petróleo, enquanto a CNOOC se especializou na produção offshore e a Sinopec na área de petroquímica, refino e derivados. Posteriormente essas barreiras foram retiradas e a China passou a contar com três semi-estatais consideradas gigantes no setor petrolífero mundial. A CNPC passou por duas reestruturações, uma em 1988 que a criou como existe na atualidade, e outra em 1999, quando as atividades de upstream foram segmentadas em uma "nova" empresa, a PetroChina. 
A CNPC explora petróleo e gás em 27 países, incluindo na Eurásia: Mongólia, Myanmar, Indonésia, Tailândia, Azerbaijão, Rússia, Turcomenistão, Uzbequistão, Cazaquistão, Omã, Irã e Síria; nas Américas: Canadá, Venezuela, Equador e Peru; na África: Argélia, Chade, Guiné Equatorial, Líbia, Mauritânia, Niger, Nigéria e Sudão.

## Histórico
Ao contrário da Chinese Petroleum Corporation (CPC Corporation), que foi realocada para Taiwan com a retirada da República da China após a revolução comunista em 1949, a CNPC se originou como um departamento governamental sob o Governo da República Popular da China. Em 1949, o governo chinês formou um 'Ministério da Indústria de Combustíveis' dedicado à gestão de combustíveis. Em janeiro de 1952, uma divisão do ministério de combustíveis foi formada para gerenciar a exploração e mineração de petróleo, chamada de 'Chief Petroleum Administration Bureau'. Em julho de 1955, um novo ministério foi criado para substituir o Ministério da Indústria de Combustíveis, chamado Ministério do Petróleo. De 1955 a 1969, aproximadamente 4 campos de petróleo foram encontrados em 4 áreas em Qinghai, Heilongjiang (campo petrolífero de Daqing), Baía de Bohai e bacia de Songliao. A CNPC foi criada em 17 de setembro de 1988, quando o governo decidiu criar uma empresa estatal para lidar com todas as atividades de petróleo na China e dissolveu o Ministério do Petróleo. 
As operações internacionais da CNPC começaram em 1993. A subsidiária da CNPC, a SAPET, assinou um contrato de serviço com o governo do Peru para operar o Bloco VII na bacia da Província de Talara. Isto foi seguido por um contrato de petróleo com o governo do Sudão. Em junho de 1997, a Greater Nile Petroleum Operating Company foi estabelecida com a China National Petroleum Corporation (CNPC) assumindo 40% da propriedade.  
Em junho de 1997, a empresa comprou uma participação de 60,3% na Aktobe Oil Company do Cazaquistão e, em julho de 1997, a CNPC ganhou um contrato de petróleo para o campo petrolífero Intercampo e o campo petrolífero East Caracoles na Venezuela.
Em junho de 1997, a empresa comprou uma participação de 60,3% na Aktobe Oil Company do Cazaquistão e, em julho de 1997, a CNPC ganhou um contrato de petróleo para o campo petrolífero Intercampo e o campo petrolífero East Caracoles na Venezuela.
Em julho de 1998, o governo reestruturou a empresa de acordo com o princípio upstream e downstream da indústria petrolífera e a CNPC desmembrou a maior parte dos seus ativos domésticos numa empresa separada, a PetroChina, que recebeu a maioria dos ativos e passivos da CNPC relacionados à sua exploração e produção de hidrocarbonetos, refino e marketing, produtos químicos e negócios de gás natural. Em 5 de novembro de 2007, a PetroChina listada em HK foi listada como uma ação A na Bolsa de Valores de Xangai. 
Em agosto de 2005, foi anunciado que a CNPC concordou em comprar a PetroKazakhstan, sediada em Alberta, por US$ 4,18 bilhões, então a maior aquisição no exterior por uma empresa chinesa. A aquisição foi concluída em 26 de outubro de 2005, depois que um tribunal canadense rejeitou uma tentativa da LUKoil de bloquear a venda. Em 2006, 67% das ações foram vendidas da empresa-mãe para a PetroChina.
Impulsionada pelas crescentes necessidades energéticas da China e apoiada pela política de saída do governo, a CNPC estava entre as empresas estatais que se expandiram internacionalmente. Como os recursos petrolíferos mais acessíveis já tinham sido reivindicados, a CNPC e outras empresas entraram em países politicamente menos estáveis com maiores riscos políticos e de segurança. 
Em 2012, uma subsidiária da CNPC, o Banco de Kunlun, foi sancionada pelos Estados Unidos devido à sua relação financeira com o Corpo de Guardas da Revolução Islâmica e a Força Quds.
Em Julho de 2013, a CNPC e a Eni assinaram um acordo de 4,2 mil milhões de dólares para adquirir uma participação de 20% num bloco de gás natural offshore em Moçambique.
Em fevereiro de 2022, a CNPC e a Gazprom da Rússia assinaram um contrato de fornecimento de 10 bcm por ano através da rota do Extremo Oriente. 
Após a invasão russa da Ucrânia em 2022, a empresa continuou a fazer negócios na Rússia e foi listada nos Patrocinadores Internacionais de Guerra da Ucrânia, juntamente com a Sinopec, por continuar a pagar impostos russos.

## Atuação internacional
A CNPC tem 30 projetos internacionais de exploração e produção com operações no Azerbaijão, Canadá, Cazaquistão, Chade, Irã, Iraque, Indonésia, Mianmar, Omã, Peru, Síria, Sudão, Níger, Tailândia, Turquemenistão e Venezuela. Muitos dos projetos de exploração da empresa são realizados pela Great Wall Drilling Company (GWDC), uma empresa de serviços de perfuração detida na totalidade. 